# Hasan Demir
Hasan Demir (* 11. Februar 1982 in Denizli) ist ein türkischer Fußballspieler.

## Karriere
Demir spielte in seinen Jugendjahren bei den Vereinen Denizli Telekomspor, Karşıyaka SK und Akkonakspor. Anschließend bekam er einen Profivertrag bei Sidespor und blieb hier zwei Spielzeiten. 2005 wechselte er zu Denizli Belediyespor, wo er ebenfalls zwei Spielzeiten blieb. Danach wechselte er für ein halbes Jahr nach Giresunspor, um 2009 wieder in seine Heimat zu Denizli Belediyespor zurückzukehren. Hier wurde er ein gesetzter Stammspieler und für den Verein unverzichtbar.
Durch seine konstant guten Leistungen wurde Denizlispor auf Demir aufmerksam und verpflichtete ihn in der Winterpause 2012/13.
Nach guten Leistungen verlängerte er im Sommer 2013 seinen Vertrag bei Denizlispor um zwei Jahre. Jedoch verließ er, nur drei Wochen nach der Vertragsverlängerung, den Verein in Richtung des Drittligisten Nazilli Belediyespor, da Demir von dem neuen Trainer Serdar Dayat nicht mehr berücksichtigt wurde.
Nach der Hinrunde der dritten Liga, wechselte er zur Winterpause 2013/14 wieder zurück zu Denizlispor.
Nach sieben Einsätzen für Denizlispor wechselte Demir im September 2014 zu TKİ Tavşanlı Linyitspor. Im Januar 2015 wurde der Vertrag in gegenseitigem Einverständnis aufgelöst.